# Segundo Consistório Ordinário Público de 2012
O Segundo Consistório Ordinário Público de 2012 para a criação de novos cardeais foi anunciado pelo Papa Bento XVI ao final da tradicional Audiência de Quarta-feira, na Praça São Pedro, no dia 24 de outubro de 2012. Foram criados 6 novos cardeais (todos votantes num eventual conclave). O Consistório realizou-se no dia 24 de novembro de 2012.

## Novos cardeais
Os cardeais criados são:
| Nº                 | País               | Nome                        | Idade              | Cargo                                                                          | Título ou Diaconia                                        |
| Cardeais eleitores | Cardeais eleitores | Cardeais eleitores          | Cardeais eleitores | Cardeais eleitores                                                             | Cardeais eleitores                                        |
| ------------------ | ------------------ | --------------------------- | ------------------ | ------------------------------------------------------------------------------ | --------------------------------------------------------- |
| 1                  | Estados Unidos     | James Michael Harvey        | 63                 | Arcipreste da Basílica de São Paulo fora dos Muros Prefeito da Casa Pontifícia | Cardeal-diácono de São Pio V a Villa Carpegna             |
| 2                  | Líbano             | Béchara Pierre Raï          | 72                 | Patriarca Católico Maronita de Antioquia                                       | Cardeal-Bispo                                             |
| 3                  | Índia              | Baselios Cleemis Thottunkal | 53                 | Arcebispo Maior da Arquidiocese Maior de Trivandrum                            | Cardeal-presbítero de São Gregório VII                    |
| 4                  | Nigéria            | John Olorunfemi Onaiyekan   | 68                 | Arcebispo da Arquidiocese de Abuja                                             | Cardeal-presbítero de São Saturnino                       |
| 5                  | Colômbia           | Rubén Salazar Gómez         | 70                 | Arcebispo da Arquidiocese de Bogotá                                            | Cardeal-presbítero de São Geraldo Magela                  |
| 6                  | Filipinas          | Luís Antônio Gokim Tagle    | 55                 | Arcebispo da Arquidiocese de Manila                                            | Cardeal-presbítero de São Félix de Cantalice a Centocelle |

## Outros consistórios do papado de Bento XVI
- Consistório Ordinário Público de 2006
- Consistório Ordinário Público de 2007
- Consistório Ordinário Público de 2010
- Primeiro Consistório Ordinário Público de 2012